# Бойд, Алана
Алана Бойд (англ. Alana Boyd, род. 10 мая 1984 года, Мельбурн, Австралия) — австралийская прыгунья с шестом, двукратная чемпионка Игр Содружества (2010, 2014), участница трёх летних Олимпийских игр (2008, 2012, 2016), обладательница рекорда Австралии в прыжках с шестом.

## Биография и карьера
Алана Бойд родилась 10 мая 1984 года в Мельбурне, Австралия. Выросла в семье спортсменов: отец — Рэймонд Бойд, бывший прыгун с шестом, мать — Денис Робертсон-Бойд, бывшая спринтерша. У Аланы есть младшая сестра Джакинта (род. 1986), занимающаяся прыжками в длину, и младший брат Мэтт (род. 1988), занимающийся прыжками с шестом.
Дебютировала на международной арене в 2007 году на чемпионате мира в Осаке, где не прошла в финал, заняв в квалификации 27 место. Четырёхкратная чемпионка Австралии (2008, 2009, 2013, 2015). В 2010 и 2014 году побеждала на Играх Содружества.
Завершила карьеру в 2016 году после выступления на Олимпиаде.

## Основные результаты
| Год  | Соревнования                                  | Место проведения         | Место  | Результат |
| ---- | --------------------------------------------- | ------------------------ | ------ | --------- |
| 2007 | Чемпионат мира                                | Осака, Япония            | 27 (q) | 4,20 м    |
| 2008 | Летние Олимпийские игры                       | Пекин, Китай             | 16 (q) | 4,30 м    |
| 2010 | Игры Содружества                              | Дели, Индия              | 1      | 4,30 м    |
| 2011 | Чемпионат мира по лёгкой атлетике             | Тэгу, Южная Корея        | 13     | 4,50 м    |
| 2012 | Чемпионат мира по лёгкой атлетике в помещении | Стамбул, Турция          | 9      | 4,55 м    |
| 2012 | Летние Олимпийские игры                       | Лондон, Великобритания   | 11     | 4,30 м    |
| 2014 | Игры Содружества                              | Глазго, Шотландия        | 1      | 4,50 м    |
| 2015 | Чемпионат мира по лёгкой атлетике             | Пекин, Китай             | 11     | 4,60 м    |
| 2016 | Чемпионат мира по лёгкой атлетике в помещении | Портленд, США            | 10     | DNS       |
| 2016 | Летние Олимпийские игры                       | Рио-де-Жанейро, Бразилия | 4      | 4,80 м    |